# Frutto (reti)

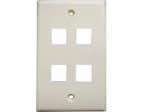
Presa a muro per quattro frutti.

Nelle reti informatiche, un frutto è una particolare placca nella quale si possono innestare una o più prese per la connessione di rete.